# Simolândia
Simolândia est une municipalité brésilienne de l'État de Goiás et la microrégion du Vão do Paranã.